# Håvard Tvedten
Håvard Tvedten, född 29 juni 1978 i Flekkefjord, är en norsk handbollsspelare. Han är högerhänt och spelar i anfall som vänstersexa.

## Klubbkarriär
Håvard Tvedten debuterade för Stord IL, och var med i laget som tog sig till norska eliteserien. 2002 lämnade han Stord för  den danska toppklubben AaB Håndbold i Aalborg. Han spelade i   Aalborg i fyra år. Han spelade sedan för CB Ciudad de Logroño 2006-2008. 2008 fortsatte han karriären i klubben Balonmano (BM) Valladolid  i den spanske Asoballigan i tre säsonger 2008-2011. Med Valladolid vann han EHF Cupvinnarcup 2009.  2011 återvände han till Aalborg Håndbold där han 2016 avslutade sin karriär. Tvedten blev uttagen till att spela för klubbhandbollens världslag som spelade en välgörenhetsmatch mot Rhein-Neckar Löwen 26 juli 2010 till förmån för for änkan etter bundesligaproffset Oleg Velyky, som dog i januari 2010. Han blev dansk mästare med Ålborg säsongen 2012-2013. 2011 gjorde han ett kort gästspel i den libanesiska klubben Al-Sadd i VM for klubblag.

## Landslagskarriär
Håvard Tvedten har spelat 208 landskamper för Norge  och har gjort 809 mål för det norska landslaget. A-landslagsdebut mot Portugal 3 mars 2000. Sista landskampen 6 januari 2014 mot Ungern. Under hans landslagsår 2000 - 2014 tillhörde Norge inte yppersta världseliten och hans största meriter är två sjundeplatser från VM 2005 och EM 2010. Han var också en av nyckelspelarna under EM 2008 som arrangerades i Norge. 2016 förklarade han att hans karriär var över. Individuellt är hans främsta merit att  han blev uttagen som vänstersexa i All Star Team under VM 2011 i Sverige.

## Individuella utmärkelser
2019 fick Tvedten ta emot  Håndballstatuetten av Norges Håndballforbund. 

## Privatliv
Under VM i Tunisien 2005 inledde han ett förhållande med TV 2-Sportens Guro Fostervold , och 11 juli 2009 gifte de sig. De har två barn tillsammans.